# Rob Housler
Robert Housler Jr. (El Paso, 17 marzo 1988) è un giocatore di football americano statunitense che gioca nel ruolo di tight end per i New England Patriots della National Football League (NFL). Fu scelto nel corso del terzo giro (69º assoluto) del Draft NFL 2011 dagli Arizona Cardinals. Al college ha giocato a football alla Florida Atlantic University.

## Carriera professionistica

### Arizona Cardinals
Sheppard fu scelto dagli Arizona Cardinals nel corso del terzo giro del Draft 2011. Nella sua stagione da rookie disputò 12 partite, 2 delle quali come titolare, ricevendo 12 passaggi per 133 yard. Nella stagione successiva trovò maggiore spazio disputando 15 gare di cui nove da titolare e ricevendo 33 passaggi per 417 yard, con un massimo di 8 ricezioni per 82 yard nella settimana 12 contro i St. Louis Rams. Nel 2013 segnò il primo touchdown in carriera.

### Cleveland Browns
Il 9 aprile 2015, Housler firmò un contratto annuale con i Cleveland Browns.

### New England Patriots
Il 19 gennaio 2017, Housler ha firmato un contratto Reserve/Future con i New England Patriots.

## Statistiche
| Partite totali      | 65    |
| Partite da titolare | 28    |
| Yard ricevute       | 1.166 |
| Touchdown           | 1     |

Statistiche aggiornate alla stagione 2016